# Hermann Harry Schmitz

Hermann Harry Schmitz

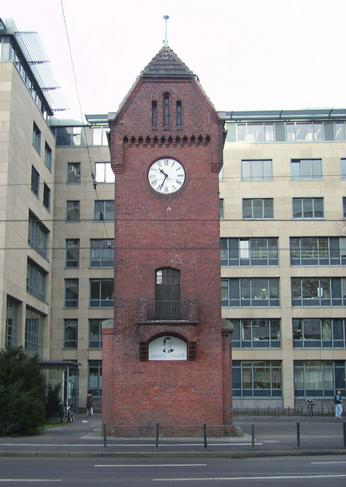
Historischer Uhrenturm von 1904. Teil eines Pförtnerhauses der ehemaligen Maschinenfabrik Haniel & Lueg (1872–1965) an der Grafenberger Allee 300 in Düsseldorf.

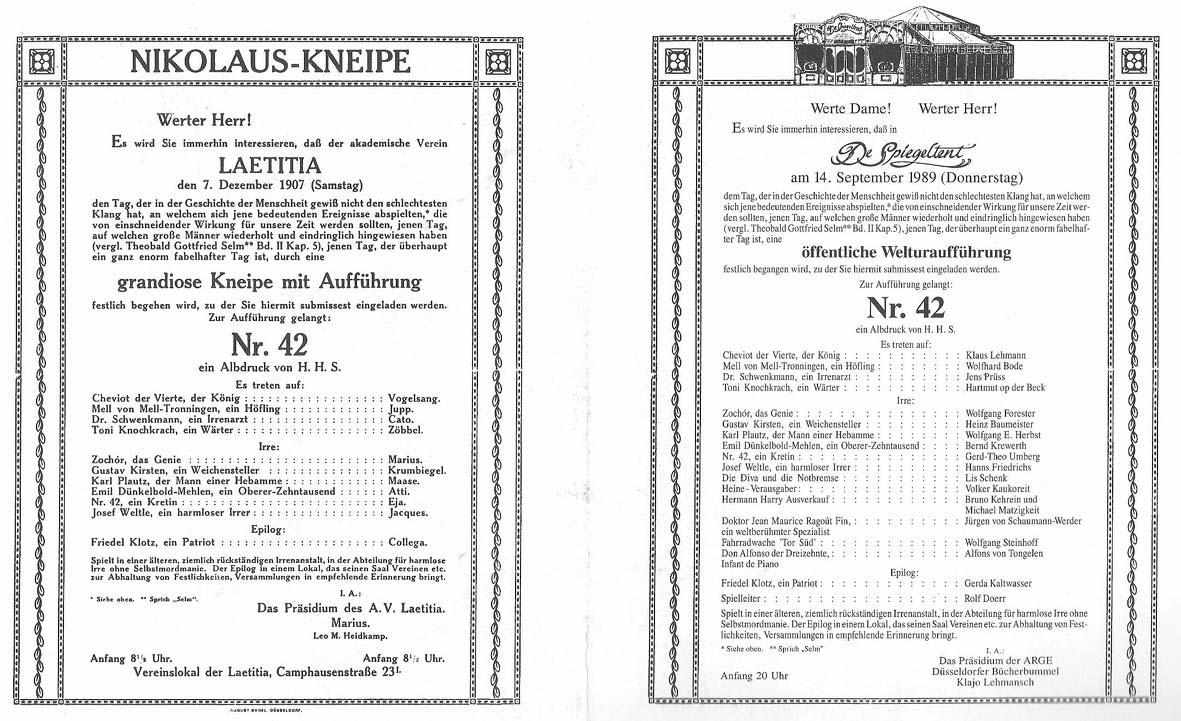
'Nr. 42. Ein Albdruck'. Grotesker Theatereinakter von H. H. Schmitz. Theaterzettel der Aufführungen von 1907 und 1989. Letztere war Anlass zur Gründung der H. H.-Schmitz-Societät am 23. Februar 1990.

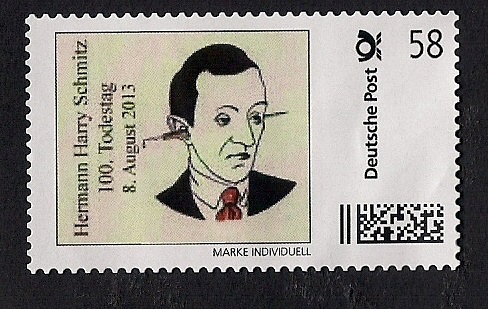
Individuelle Briefmarke 58 Cent zum 100. Todestag

Hermann Harry Schmitz (* 12. Juli 1880 in Düsseldorf; † 8. August 1913 in Bad Münster am Stein) war ein deutscher Bürokaufmann und Autor grotesker Erzählungen und Einakter sowie Essayist.

## Leben
Als Sohn eines Fabrikdirektors des Piedboeufschen Röhrenwerks wuchs Hermann Schmitz in Düsseldorf auf. Das städtische Realgymnasium verließ er, um 1896 eine ausbrechende Tuberkulose auf Korsika auszukurieren. Nachdem er zwischenzeitlich für militäruntauglich befunden worden war, fügte er sich dem Wunsch seines Vaters, nach einem Abschluss der Mittleren Reife in Kassel, zu einer kaufmännischen Laufbahn.
Ab 1906 publizierte Schmitz Grotesken, sein literarisches Debüt hatte er mit der Satire „Die Bahnhofsmission“ in der Münchner Zeitschrift Simplicissimus. Ab 1907 schrieb er fast ausschließlich für die Tageszeitung Düsseldorfer General-Anzeiger. Nebenher verfasste Schmitz skurrile, zeitkritische Einakter für den Akademischen Verein Laetitia, eine Verbindung aus Studierenden und Absolventen der Düsseldorfer Kunstakademie. Immer wieder trat er in dandyhafter Aufmachung als Conférencier bei Wohltätigkeitsveranstaltungen in Düsseldorf auf.
Beim literarischen Stammtisch im Weinlokal „Zum Rosenkränzchen“, Altestadt 1, in der Düsseldorfer Altstadt schloss er Freundschaft mit Hanns Heinz Ewers und Herbert Eulenberg, die seine Arbeit förderten. Nach dem Erfolg seiner ersten Buchveröffentlichung Der Säugling und andere Tragikomödien (bei Ernst Rowohlt, Leipzig 1911), entschloss er sich, als freier Schriftsteller tätig zu werden.
1913, als zahlreiche Aufenthalte in Sanatorien und Krankenhäusern ohne Hoffnung auf Heilung blieben, erschoss er sich.
Durch die radikal-surreale Gestaltung seiner Grotesken nimmt Hermann Schmitz innerhalb dieses in Deutschland wenig entwickelten Genres eine Sonderstellung ein. In seiner bewusst naiv gewählten Erzählhaltung suchte er als Angriffspunkt für seine Attacken die Welt des Kleinbürgers im Industriezeitalter. Seine Protagonisten mit ihren sinnentleerten Genüssen, ihrem Technik-Fetischismus, Statusproblemen, aber auch Fluchtbewegungen, wie Reisewut oder falsch verstandenem Naturkult enden zumeist tödlich.

## Rezeption
Von 1989 bis 2023 förderte die Hermann-Harry-Schmitz-Societät (1995–2022) mit Sitz im unter Denkmalschutz stehenden Uhrenturm an der Grafenberger Allee in Düsseldorf sein Andenken und literarisches Erbe sowie die Pflege der grotesken Kultur. Gründete das Hermann-Harry-Schmitz-Institut und das Hermann-Harry-Schmitz-Museum. Bis 2022 fanden rund 60 Ausstellungen und etwa 100 literarische Veranstaltungen statt.
- 2001 wurde das Weiterbildungskolleg-Abendrealschule der Stadt Düsseldorf nach ihm benannt, aber 2020 wurde die Benennung wieder zurückgenommen.
- 2003 wurde Im Düsseldorfer Stadtteil Oberbilk nach ihm die „Hermann-Harry-Schmitz-Straße“ benannt.
- 2010  brachte die H.H.-Schmitz-Societät anlässlich des 100. Todestages von Hermann Harry Schmitz eine 58 Cent-Sonderbriefmarke bei der Deutschen Post heraus.
- Am 1. Januar 2023 übernahm die Bürgergesellschaft Alde Düsseldorfer den Uhrenturm, sie unterhält dort ihre Geschäftsstelle. Die Bürgergesellschaft will das HHS-Museum weiterhin pflegen und unterhalten und wie bisher Ausstellungen bildender Künstler, Lesungen und andere kulturelle Veranstaltungen durchführen.
- Das Archiv der Hermann-Harry-Schmitz-Societät/Institut/Museum befindet sich seit 2024 im Heinrich-Heine-Institut der Stadt Düsseldorf.

## Werke (Auswahl)
- Hermann Harry Schmitz: Der Säugling und andere Tragikomödien. 1. Auflage (Ausgaben 1–4): [Ernst Rowohlt] Leipzig 1911–12. 2. leicht veränd. Aufl. (Ausg. 4–12): [Kurt Wolff] Leipzig 1913–18 u. München 1921–28, sowie (Ausg. 13): [Verlag für zeitlichen Fortschritt] München 1935.3. zens Aufl. m. e. Vorw., hg.v. V. M. Mai (Ausg. 14–15): [Fortschritt-Sprachenverlag Richard Pille] München 1940–43.
- Hermann Harry Schmitz: Buch der Katastrophen. 1. Auflage (Ausg. 1–6): [Kurt Wolff] Leipzig 1916–18 u. München 1922–1929. 2. zens Aufl. m. n. Vorw., hg.v. V. M. Mai (Ausg. 7–8): [Fortschritt-Sprachenverlag Richard Pille] München 1940–43.
- Hermann Harry Schmitz: Professor Mauzfies und andere Tragödien. Hg., bearb. u. mit eigenen Texten ergänzt von Victor M. Mai. 1. Aufl.: [Fortschritt-Sprachenverlag Richard Pille] München 1941.
- Hermann Harry Schmitz: Der Säugling und andere Katastrophen. Hg. v. Heinz Stolz. 1. Aufl. m.Vorw. d. Hrsg., Texte z. T. gekürzt: [Droste] Düsseldorf 1964.
- Hermann Harry Schmitz: Die Taufe und andere Katastrophen. 1. Aufl. m.Nachw. v. Karl Heinz Berger u. Holzstichmontagen v. Horst Hussel (Ausg. 1–2): [Eulenspiegel] Berlin (Ost) 1965 u. 1974.
- Hermann Harry Schmitz: Buch der Katastrophen. Hg.v. Otto Jägersberg. 1. Auflage: [Diogenes] Zürich 1966. 2. Auflage (Sonderausgabe): [Diogenes] Zürich 1972 3. Auflage (Taschenbuchausgaben 1–6): [Diogenes] Zürich 1978–1995.
- Hermann Harry Schmitz: Katastrofale Verhalten. Niederländisch v. Gerrit Komrij.1. Auflage (Übersetzung von 6): [van Ditmar] Amsterdam 1968.
- Hermann Harry Schmitz: Feine Gesellschaft und andere Katastrophen. Vierundzwanzig tragikomische Geschichten. Hg.v. Otto Jägersberg. 1. Auflage (ungekürzte Lizenzausgabe von 6): [Buchclub Ex Libris] Zürich 1976.
- Hermann Harry Schmitz: Wie ich mich entschloß, auf Händen zu gehen. 30 Katastrophengeschichten. Hg. v. Alice und Karl Heinz Berger. 1. Aufl. m.Nachw. d. Hrsg.: [Eulenspiegel] Berlin (Ost) 1987.
- Hermann Harry Schmitz: Die Bluse und andere Grotesken. Hg.v. Michael Matzigkeit. Sämtliche Werke, Band 1. 1. Auflage: [Haffmans] Zürich 1988.
- Hermann Harry Schmitz: Reisen und andere Katastrophen. Hg.v. Michael Matzigkeit. Sämtliche Werke, Band 2. 1. Auflage: [Haffmans] Zürich 1988.
- Hermann Harry Schmitz: Der Ästhet und andere Tragikomödien. Hg.v. Michael Matzigkeit. Sämtliche Werke, Band 3. 1. Auflage: [Haffmans] Zürich 1988.
- Hermann Harry Schmitz: Der Säugling und andere Katastrophen. 1. Auflage: [Bertelsmann Club GmbH u. a.] Gütersloh o. J. [1988].
- Hermann Harry Schmitz: Der Mann mit dem verschluckten Auge. Gedruckt in 36 signierten und in der Presse nummerierten Exemplaren auf einer Buchdruckerpresse aus dem 17. Jahrhundert von Werner und Nora Brenneke. M. Nachw. v. Bernd Müller Linolschnitten v. Anette Weber [Nora Handpresse] Düsseldorf [1988].
- Hermann Harry Schmitz: Die Philosophen. Handpressendruck mit neun vom Stock gedruckten Holzschnitten von Wolfgang E. Herbst. 1. limitierte u. signierte Auflage: [Ed. Hermann-Harry-Schmitz-Societät] Düsseldorf 1991.
- Hermann Harry Schmitz: Die Bluse und andere Grotesken. Hg.v. Michael Matzigkeit. Sämtliche Werke, Band 1. 1. Auflage (Taschenbuchausgabe von 10.1): [ECON Taschenbuch Verlag] Düsseldorf 1996.
- Hermann Harry Schmitz: Reisen und andere Katastrophen. Hg.v. Michael Matzigkeit. Sämtliche Werke, Band 2. 1. Auflage (Taschenbuchausgabe von 10.2): [ECON Taschenbuch Verlag] Düsseldorf 1996.
- Hermann Harry Schmitz: Der Ästhet und andere Tragikomödien. Hg.v. Michael Matzigkeit. Sämtliche Werke, Band 3. 1. Auflage (Taschenbuchausgabe von 10.3): [ECON Taschenbuch Verlag] Düsseldorf 1996.
- Hermann Harry Schmitz: Das Buch der Katastrophen. 33 Irrzählungen von Hermann Harry Schmitz. Ausgewählt, präsentiert und benachwortet von Frank Meyer. 1. Auflage: [L+L Verlag] Düsseldorf 1996.
- Hermann Harry Schmitz: Die Bluse. Eine Tragikomödie. 1. Auflage: [Anabas-Verlag] Frankfurt 1998.
- Hermann Harry Schmitz: Ich bin der drittgrößte Mann des Jahrhunderts. Hg.v. Bernd Kortländer. 1. Auflage: [ ] Düsseldorf 2000.
- Hermann Harry Schmitz: Das Buch der Katastrophen. Erlesen von Elke Heidenreich. Band XIII [Brigitte-Edition] Hamburg 2005.
- Hermann Harry Schmitz: Die schönsten Katastrophen (Hörbuch+Booklet) mit Konrad Beikircher und Frank Meyer. 1. Auflage: [Emons Verlag] Düsseldorf 2007.
- Hermann Harry Schmitz: Grotesken (Hörbuch) mit Konrad Beikircher und Frank Meyer. 1. Auflage: [WDR&Audiobuch Verlag] Freiburg 2007.
- Hermann Harry Schmitz: Das Baby brüllte mörderisch und andere Grotesken (Hörbuch) mit Jan Off 1. Auflage: [t/a/c/i/t/u/s] Köln 2013.
- Hermann Harry Schmitz: Lesebuch. Nylands Kleine Rheinische Bibliothek 6. Hg. im Auftrag der Nyland-Stiftung, Köln, von Walter Gödden und Enno Stahl. 1. Auflage: [Edition Virgines] Düsseldorf 2013. (Sonderauflage für eine Geisterlesung mit Konrad Beikircher, Frank Meyer & H.H. Schmitz. .Edition Virgines) Düsseldorf 2020

### Bibliografien
- Michael Matzigkeit: Bibliographie. In: H. H. S.: Der Aesthet … Zürich 1988 (zuletzt München 1996), S. 223–232.
- Franz Rottensteiner: Hermann Harry Schmitz. Bibliographie. In: Joachim Körber (Hrsg.): Biographisches Lexikon der utopisch-phantastischen Literatur. Meitingen, 17. Ergänzungs-Lieferung (März 1989), S. 1–24.
- Michael Matzigkeit: Hermann Harry Schmitz. Der Dandy vom Rhein. Droste, Düsseldorf 2005, ISBN 3-7700-1217-8, S. 208–235.

### Weitere Titel
- Victor M. Mai: H. H. Schmitz. In: Pempelfort, Heft 8 (1925).
- Guido K. Brand: Werden und Wandlung. Berlin 1933, S. 221 f.
- Michael Schulte: Schmitz, H. (H.). In: Literaturlexikon des 20. Jahrhunderts. Reinbek 1971, Band 3, S. 709.
- Fernand Hoffmann: H. H. Schmitz, ein deutscher Vorläufer des Surrealismus. In: Recherches Germaniques, Nr. 8 (1978), S. 50–69.
- Dieter Krywalski: H. H. Schmitz. In: Knaurs Lexikon der Weltliteratur. München / Zürich 1979, S. 666 f.
- Michael Matzigkeit: Der Schriftsteller H. H. Schmitz. Gemälde, Graphik, Dokumente. Ausstellungskatalog des Stadtmuseums Düsseldorf, Düsseldorf 1983, S. 5, S. 7–33, S. 38–44.
- Michael Matzigkeit: Hermann Harry Schmitz und die literarische Szene in Düsseldorf vor dem 1. Weltkrieg. In: Michael Matzigkeit (Hrsg.): Literatur im Aufbruch. Schriftsteller und Theater in Düsseldorf 1900–1933. Verlag der Goethe-Buchhandlung, Düsseldorf 1990, ISBN 3-924331-23-5, S. 18–56.
- Michael Matzigkeit: Schmitz, Hermann (Harry). In: Walther Killy (Hrsg.): Literaturlexikon. Autoren und Werke deutscher Sprache. Bertelsmann Lexikon Verlag, München 1991, ISBN 3-570-04680-X, Band 10, S. 322.
- Michael Matzigkeit: Hermann Harry Schmitz. Der Dandy vom Rhein. Droste, Düsseldorf 2005, ISBN 3-7700-1217-8.
- Frank Meyer/Werner Stindt: Hermann Harry Schmitz. Cartonn-Biographie. Der Katastrophen-Irrzähler . Hermann-Harry-Schmitz-Societät, Düsseldorf 2014